# Las Terrazas

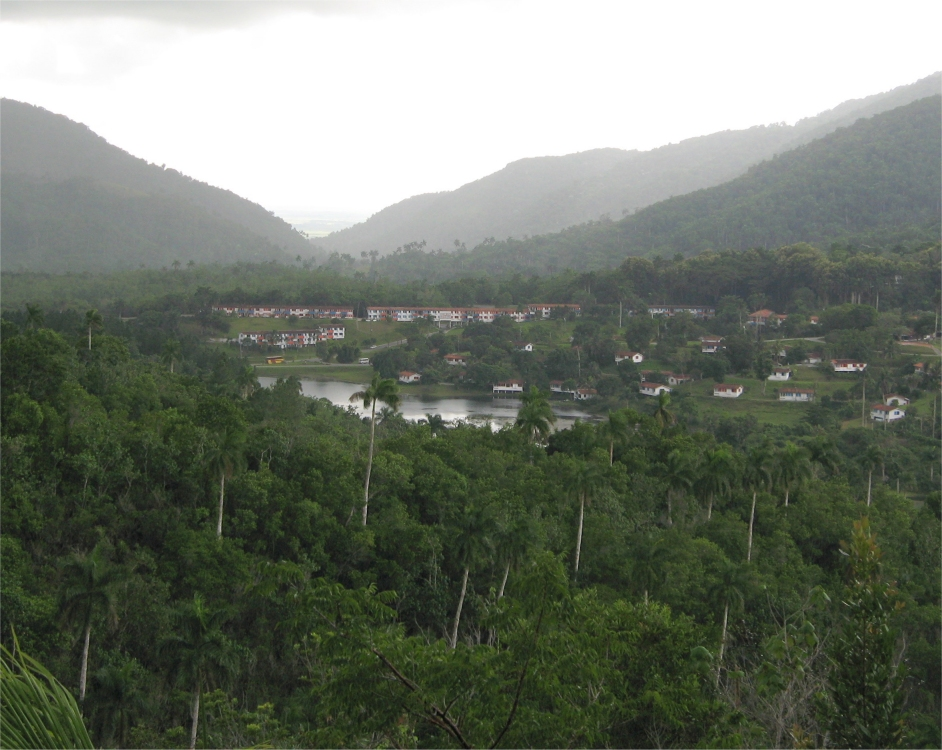
Imagen de Las Terrazas, Cuba, tomada en 2008

Las Terrazas, es una comunidad turística rural de desarrollo sostenible, ubicada a orillas del río San Juan, dentro de la Sierra del Rosario, en la Provincia de Artemisa, parte de la occidental de Cuba. Tiene una extensión de 5000 ha y una población cercana a los 1000 habitantes.

## Historia
La comunidad es fruto del proyecto de la Unesco para las reservas de la biosfera iniciado en 1971 con el objetivo de vincular a las comunidades rurales con su entorno. La región donde está Las Terrazas sufrió una fuerte deforestación desde el periodo colonial debido a las minas de cobre cercanas, la silvicultura indiscriminada y las plantaciones cafetaleras, dejando al área como un verdadero paisaje lunar.
Cuando la Unesco proclama a la Sierra del Rosario como Reserva de la Biosfera en 1985, y al encontrarse la comunidad dentro de la misma, comenzaron a proyectarse planes para la renovación y el desarrollo turístico. En 1994 se creó oficialmente el Complejo Turístico Las Terrazas y comienza la instalación de comodidades modernas y la transformación de la base económica con un traslado al sector de los servicios en especial el turismo ecológico de tipo sustentable, por lo que se construyó el Hotel La Moka, restaurantes, cafeterías, salas de rehabilitación, etc. 
La localidad cuenta con un nivel de autonomía y autogestión sumamente elevado, puesto que desde 1995 no reciben presupuesto estatal de ningún tipo, las ganancias del turismo nacional e internacional se invierten en el cuidado del medio ambiente y el pueblo.

## Estructura
La comunidad debido a su relativo aislamiento fue construida como una mini-ciudad: mercados, centro de recreación, escuela, policlínica, farmacia, correo, museo, cine, biblioteca, heladería, panadería y otras estructuras básicas para la vida moderna, todos estos establecimientos fueron proyectados para armonizar con el ambiente circundante.

## Lugares de interés
Las Terrazas conserva  las ruinas de los antiguos cafetales, que constituyen un testimonio del periodo de máximo esplendor del cultivo de café cubano. El Cafetal Buenavista, la Hacienda Unión y las ruinas de San Pedro y Santa Catalina destacan por su importancia histórica. 
El sector artístico desarrolla también un papel fundamental en el lugar, de hecho hay numerosos sitios dedicados a la cultura cubana contemporánea como la Galería de Lester Campa, pintor inspirado por el entorno natural de Las Terrazas y el Museo Peña de Polo Montañez, situado en una casa a orillas del río San Juán y dedicado al cantautor cubano.

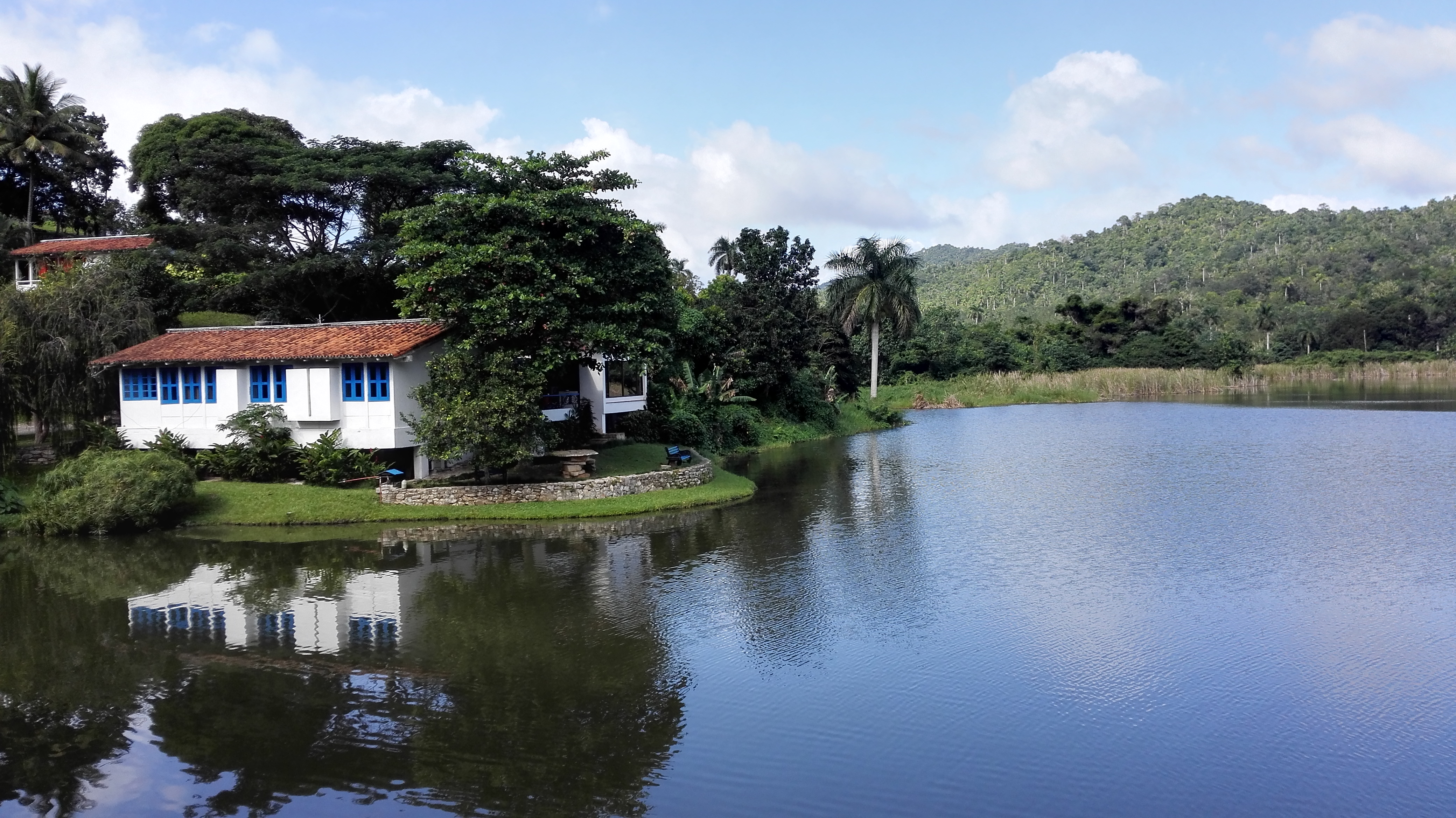
Domo-muzeo de Polo Montañez
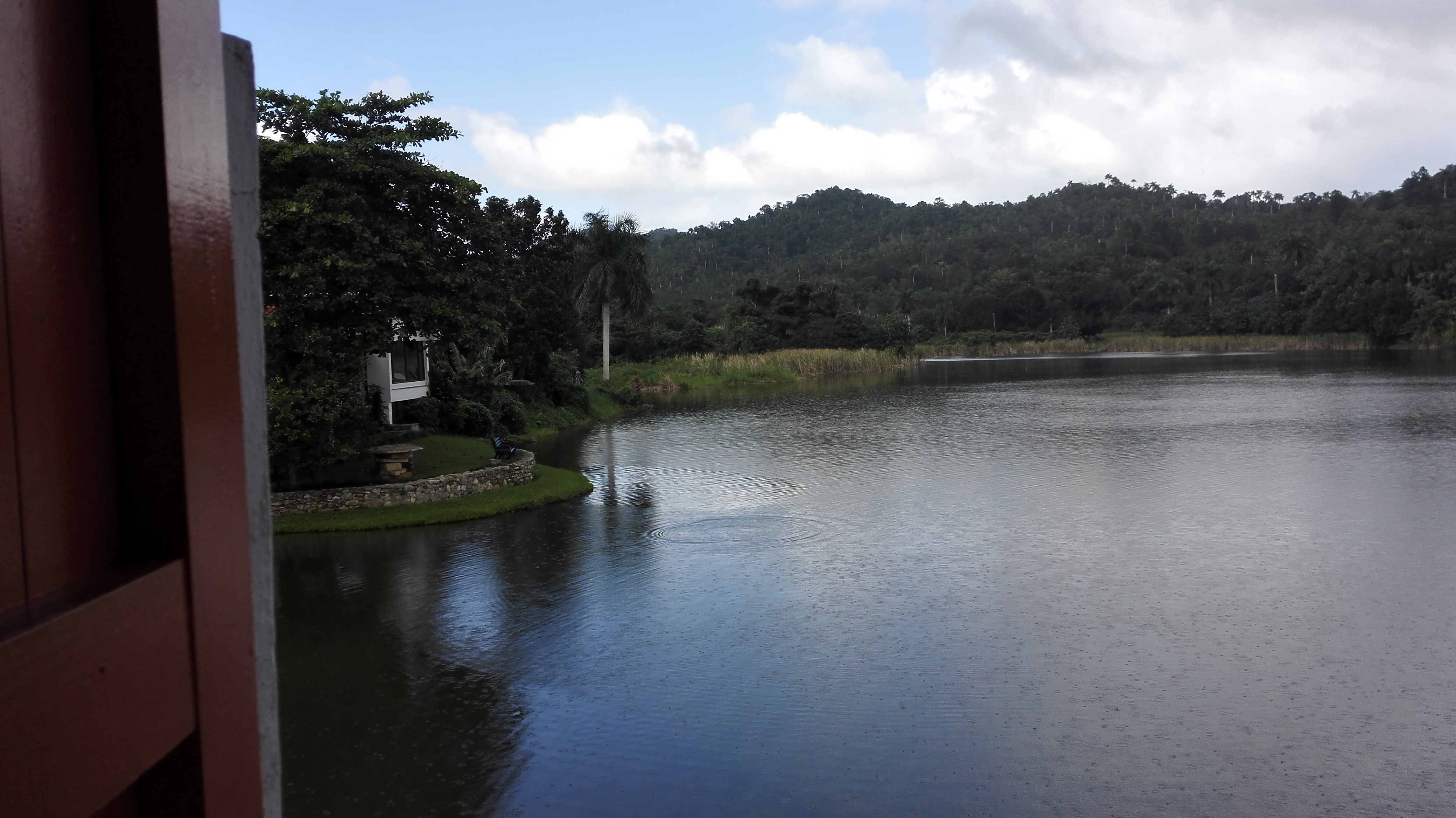
Vido el la Domo-muzeo de Polo Montañez
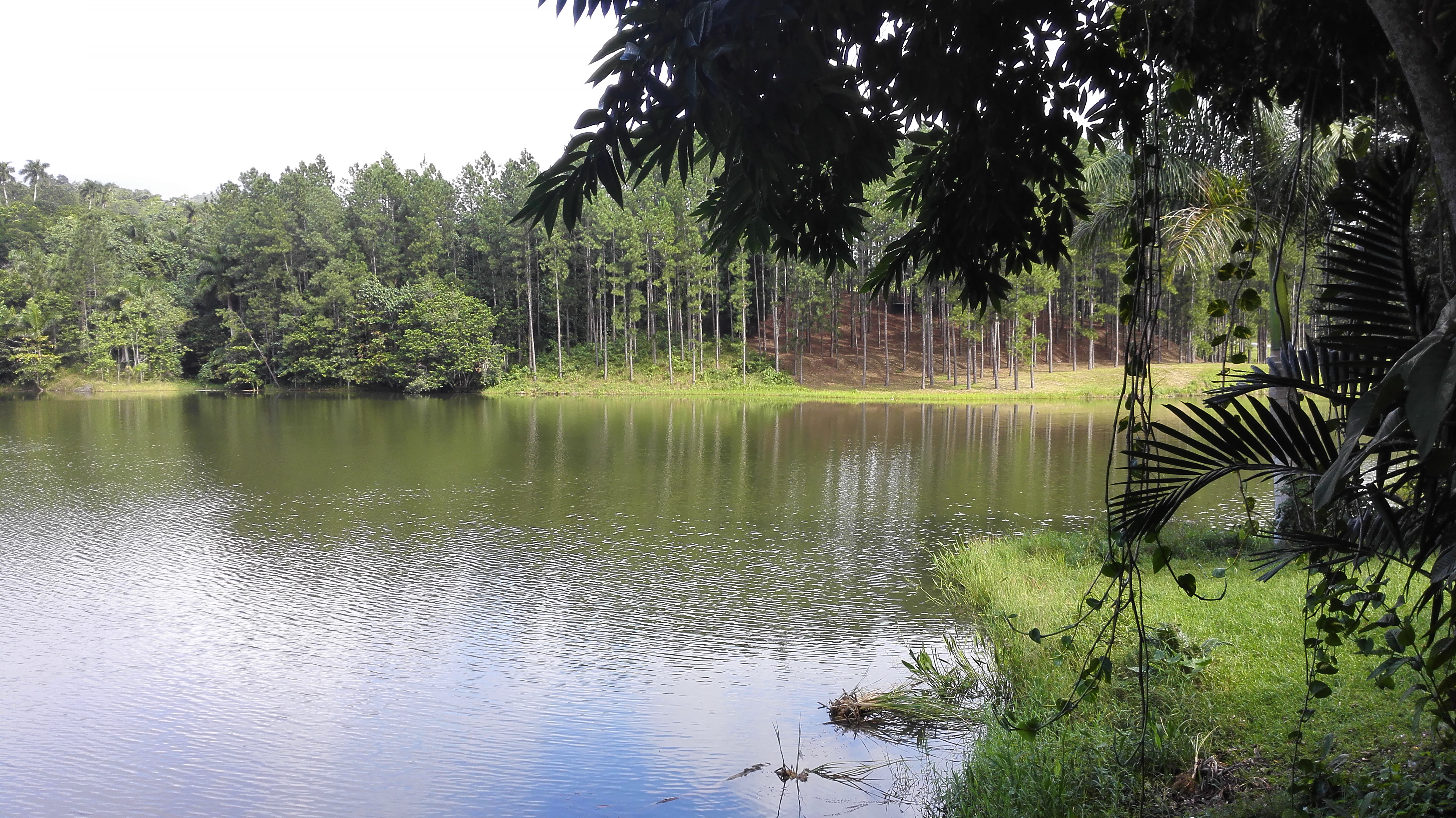
Vido el la Domo-muzeo de Polo Montañez
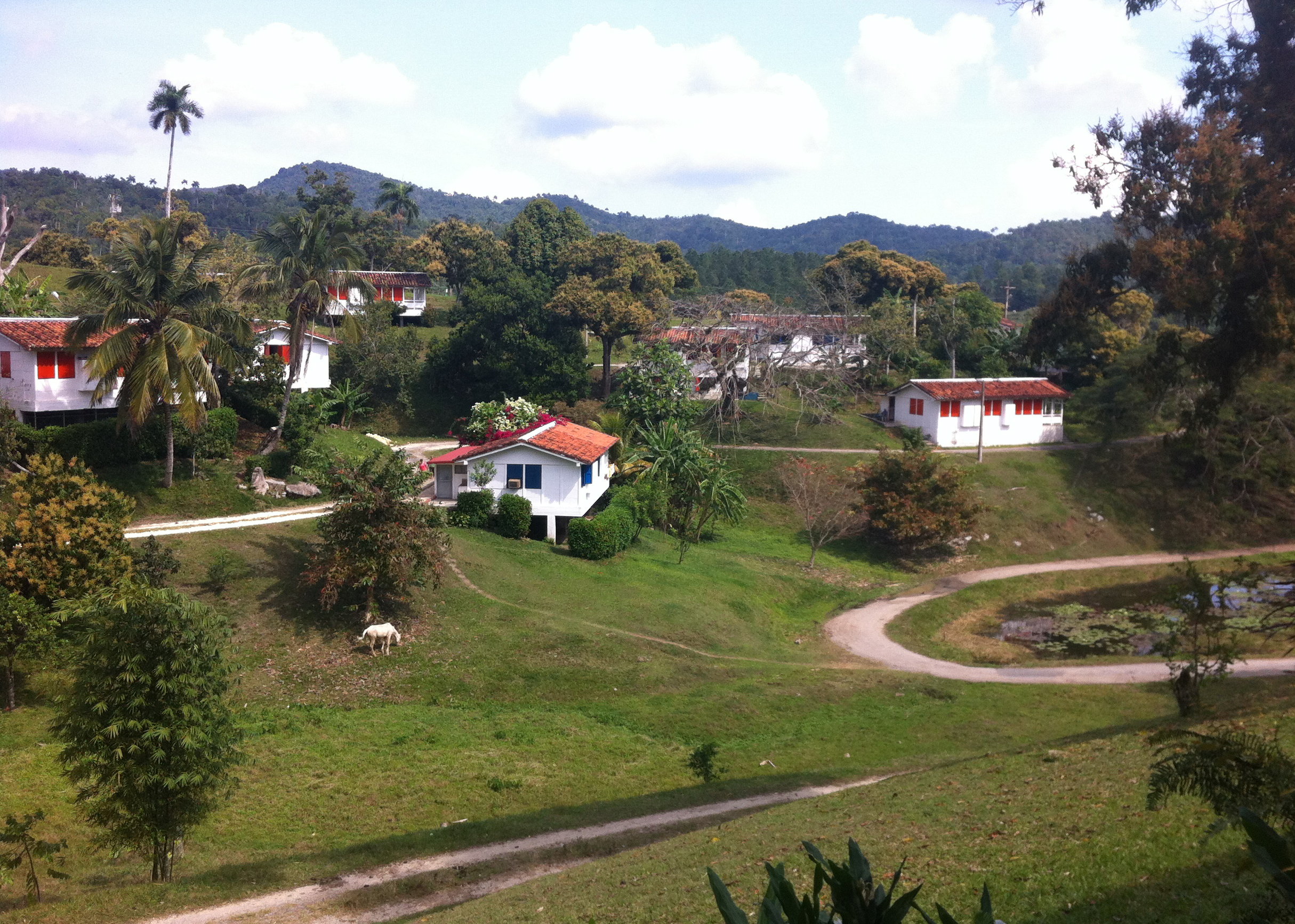
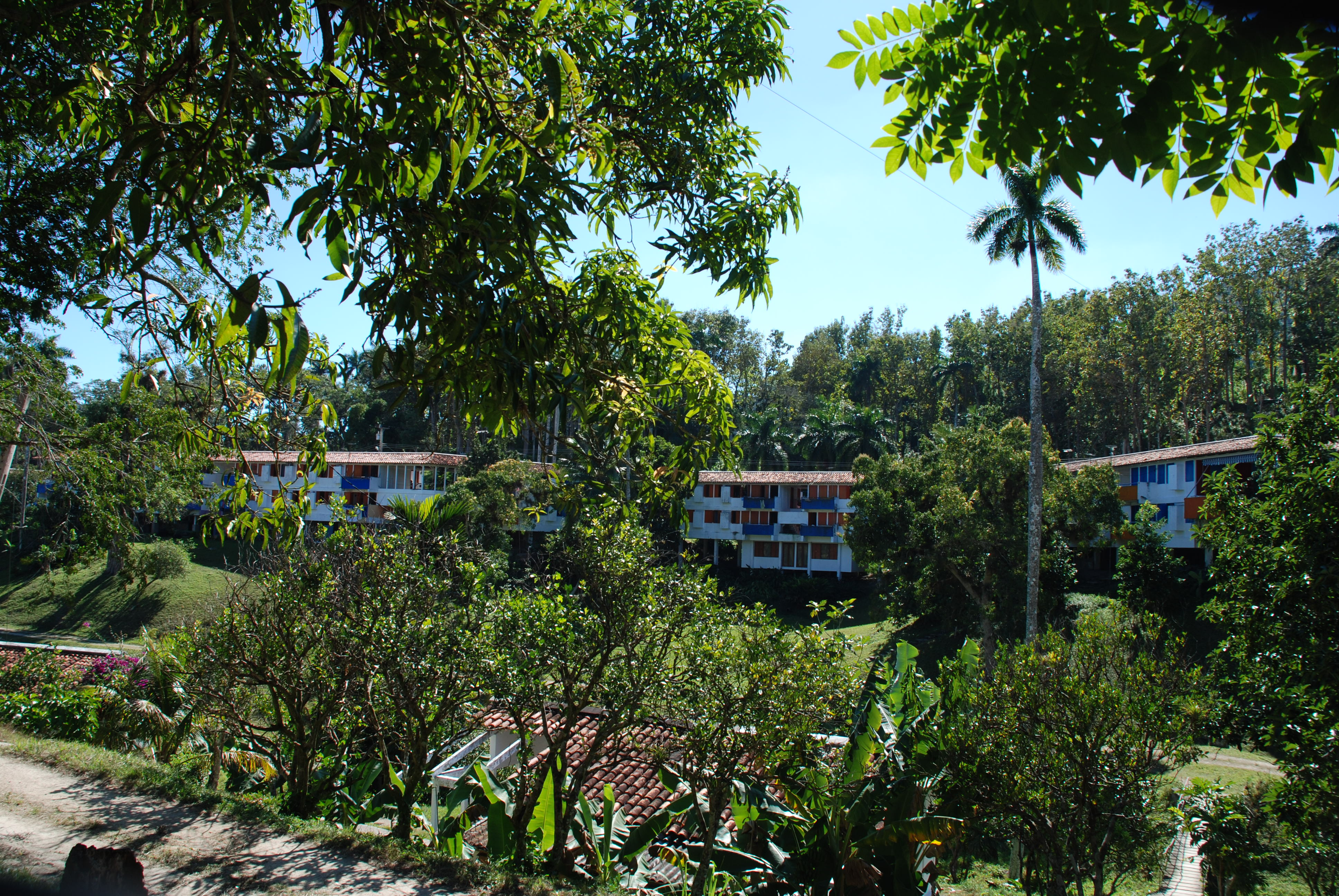
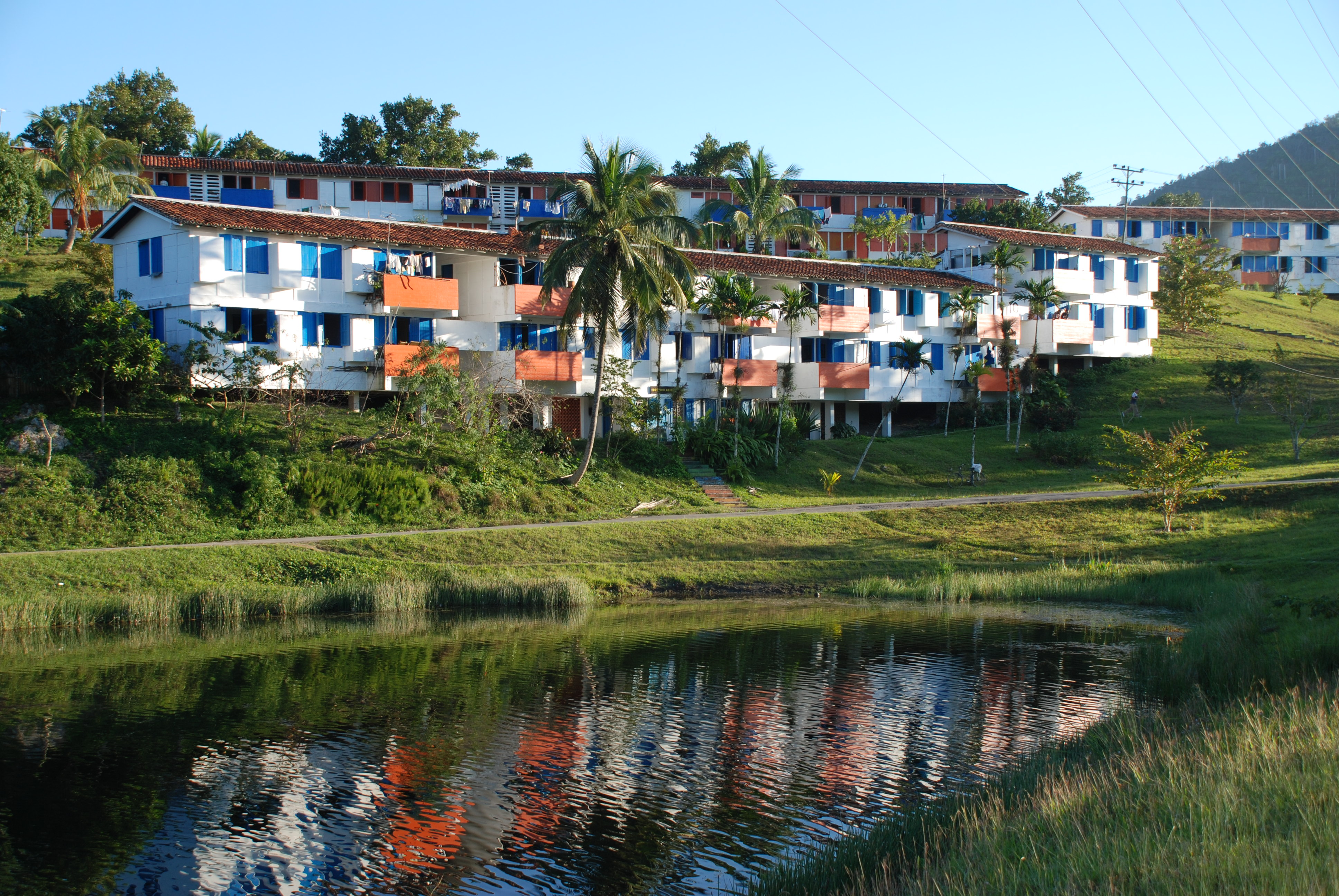
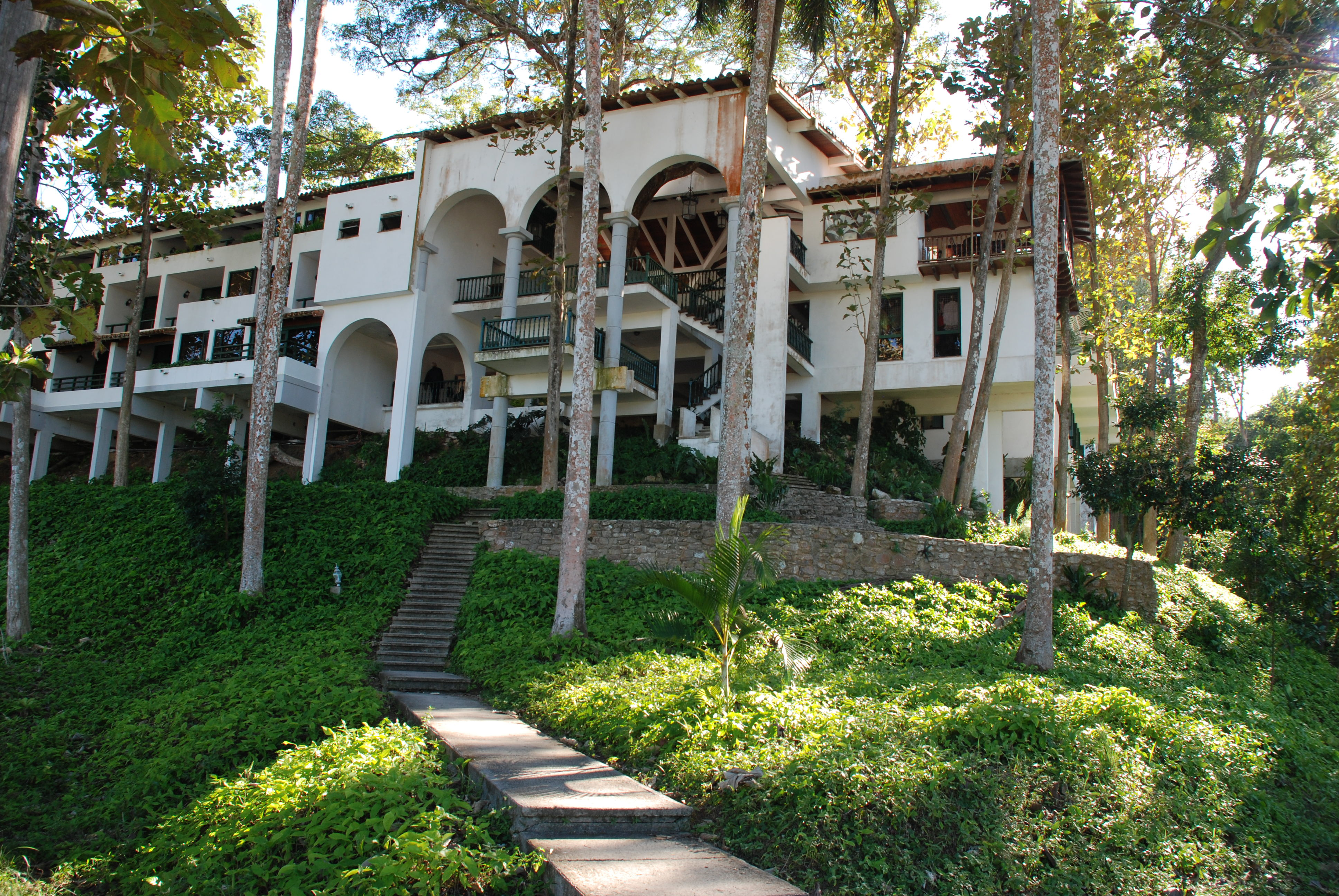
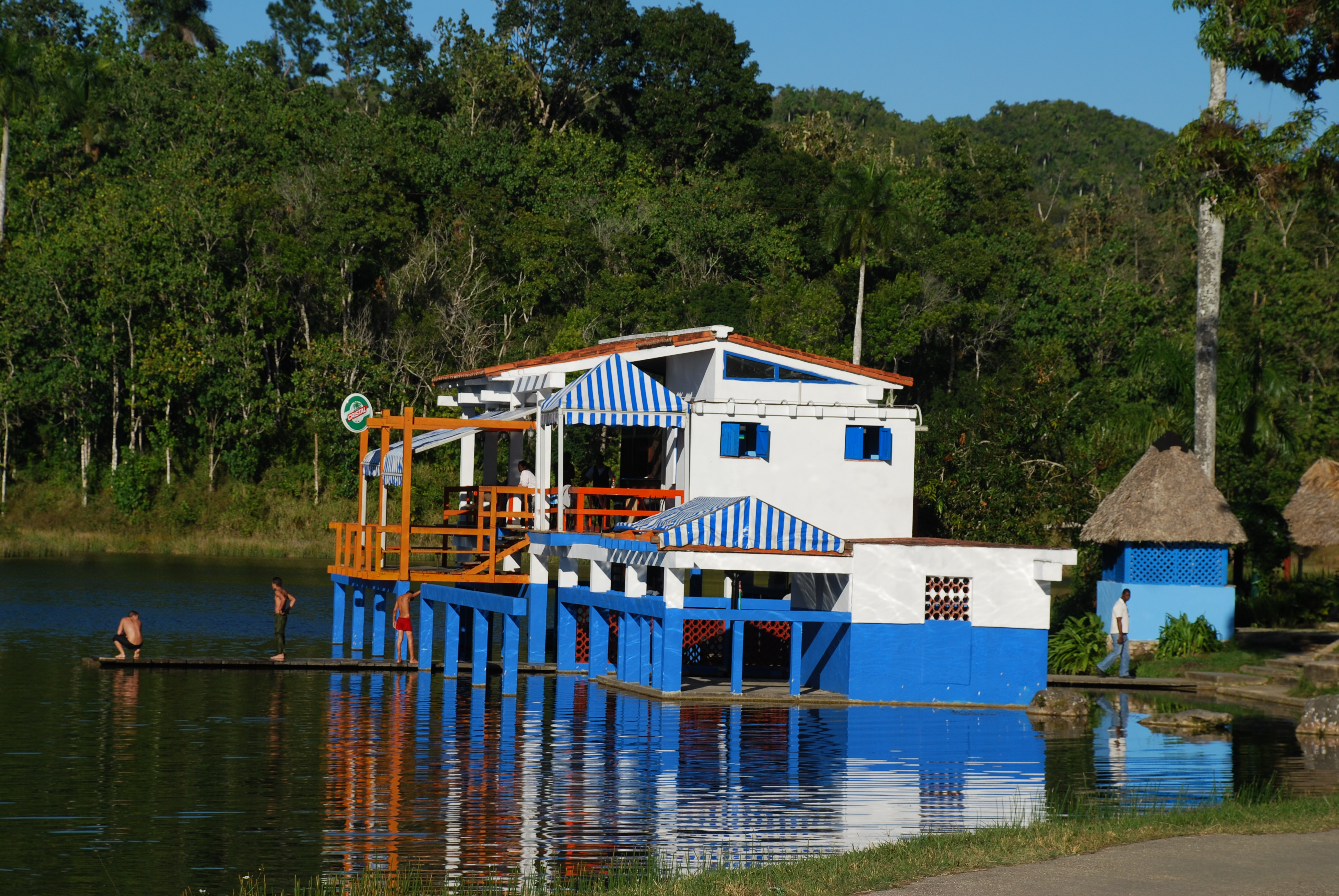